# صارم‌الدین صادق وزیری
صارم‌الدین صادق وزیری (زاده: ۱۲ خرداد ۱۳۰۰ – درگذشته: ۲۲ فروردین ۱۳۹۷) یکی از یاران حزب دموکرات کردستان ایرانو از دوستان صدر قاضی بود. وی در سال ۱۳۵۷ با جمعی دیگر جبهه دموکراتیک ایران را تأسیس کرد و به عنوان عضو هیئت مدیره جبهه برگزیده شد.

## زندگی‌نامه
صارم‌الدین صادق وزیری در شهر سنندج زاده شد و دوران دبستان و دبیرستان را در سنندج و سپس در تبریز به پایان رساند. سپس به دانشگاه رفت. حوادث سیاسی ۱۳۲۰ تحصیلات دانشگاهی او را مدتی معلق کرد و لذا یک سال در دبیرستانهای سنندج به تدریس پرداخت و بعداً در کنکور دانشکده حقوق شرکت نموده وارد دانشگاه شد و در رشته قضایی فارغ‌التحصیل گردید.

### فعالیتها قبل از ۱۳۵۷
بین سال‌های ۱۳۲۰ تا ۱۳۳۱ در تهران دارای مشاغلی در دادگستری تهران بود و در سال ۱۳۳۱ در انتخابات نمایندگی دور هفدهم مجلس شورایی ملی شرکت کرد و با کسب ۲۰۰۰ رأی انتخاب شد اما با دخالت دربار بجای او حسن امامی امام جمعه تهران روانه مجلس شد. در سال ۱۳۲۹ سردبیری روزنامه «شهباز» را بعهده داشت که انتشار آن تا سال ۱۳۳۱ ادامه داشت.
در دوره خدمت قضایی که در سال‌های قبل از ۱۳۳۲ بعهده داشت، ماموریت‌های مختلفی را انجام داد از جمله با سمت بازرس، بازرسی کل کشور و نخست‌وزیری، عضویت هیاتی را دارا بود که مأموریت بازرسی در وزارت پیشه و هنر و بانک صنعتی را عهده‌دار بود و پرونده اتهامی قوام‌السلطنه نخست‌وزیر سابق را این هیئت تهیه و به مجلس شورای ملی احاله کرد. وی از اعضای هیئت مؤسس جمعیت قضات و کارمندان دادگستری بود؛ و در ضمن مسئول و سردبیر روزنامه ارگان این جمعیت بود. این جمعیت در جهت استقلال قضات و دفاع از شئون قضایی آن‌ها خدمات مهمی انجام داد.

#### کودتای ۲۸ مرداد ۱۳۲۲
صادق وزیری یکی از یاران حزب دموکرات کردستان ایران و از دوستان صدر قاضی بود.
او پس از کودتای ۲۸ مرداد ۱۳۲۲ با استناد به ماده ۵ قانون حکومت نظامی، توسط دولت کودتا بازداشت و ابتدا به قلعه فلک‌الافلاک و پس از چندی به جزیره خارک تبعید گردید.
در تمام مدت بازداشت از وی نه تحقیقاتی صورت گرفت و نه اتهامی باو تفهیم شد. تا اینکه از زندان جزیره خارک جهت انجام محاکمه به تهران عودت داده شد، و در دادگاه نظامی که در سربازخانه حشمتیه برگزار می‌شد، محاکمه او آغاز گردید. اتهام او براندازی سلطنت بود. وی در دادگاه به دفاع از کلیات پرداخت و اتهام را مردود و در عین حال دفاع از استقلال و حق حاکمیت ملی را آشکارا ستود و به آن افتخار کرد. در دادگاه اول به اعدام محکوم گردید. پس از چند ماه به دادگاه تجدید نظر فرستاده شد و در آن دادگاه نیز دفاع اصولی خود را تجدید و تأیید کرد. در دادگاه تجدید نظر حکم او به حبس ابد تقلیل یافت، و برای تحمل زندان به زندان قصر تحویل گردید. وی در مدت بازداشت که در زندان لشکر ۲ زرهی محبوس بود با حسین فاطمی، یکی از برجسته‌ترین چهره‌های جنبش ملی شدن نفت و وزیر خارجه دولت مصدق هم‌بند بود.

#### آزادی از زندان
صادق وزیری پس از چهار سال و اندی از زندان آزاد می‌شود و به فعالیت وکالت می‌پردازد. گرچه در ابتدا کانون وکلای مرکز به وی مجوز وکالت نمی‌دهد اما او از کانون وکلای استان فارس مجوز فعالیت گرفت. او بعد از مدتی عضو اصلی هیئت مدیره کانون وکلای مرکز و بازرس اول این هیئت شد که تا سال ۱۳۵۸ در این سمت انجام وظیفه می‌کرد. در سال ۱۳۵۶، باتفاق وکلا و قضاتی دیگر طی نامه سرگشاده‌ای به شاه، تقاضای اجرای قانون اساسی و متمم آن را کردند و خواستار فضای باز سیاسی شدند. در همین سال از جمله مؤسسین جمعیت حقوقدانان ایران بود که نقش مؤثری در مبارزات آزادیخواهانه ملت ایران داشت. در این جمعیت به عنوان عضو شورای مرکزی و هیئت مدیره انتخاب گردید و تا پایان سال ۱۳۵۸ که از ایران خارج شد، این سمت‌ها را بر عهده داشت.

### بعد از ۱۳۵۷
وی در سال ۱۳۵۷ با جمعی دیگر جبهه دموکراتیک ایران را تأسیس کرد و به عنوان عضو هیئت مدیره جبهه برگزیده شد. در همین سال باتقاق جمعی از مبارزان کرد، جمعیت کردهای مقیم مرکز را تشکیل داد و سخنگوی آن شد و روزنامه‌ای به نام «بروسکه» را که نشریه ارگانی آن جمعیت محسوب می‌شد، انتشار می‌داد.
صادق وزیری پس از انقلاب ۱۳۵۷ در بحبوحه حوادث کردستان در نوروز سال ۱۳۵۸ به درخواست وزیر کشور با هیئت صلح دولت موقت با مسئولیت محمود طالقانی به همراه ناصر یمین مردوخی کردستانی و سایر دوستان مورد اعتماد و مبارز خود به کردستان رفت. وی پیشنهاد تشکیل شورای شهر سنندج را مطرح کرد که مورد موافقت طالقانی قرار گرفت. سپس وی آئین‌نامه انتخابات شورای شهر سنندج و اختیارات آن را تهیه کرد.
صادق وزیری به دلیل بیماری در روز ۲۹ اسفند سال ۱۳۵۸ برای معالجه به سوئیس رفت و به دلیل بروز درگیریهای کردستان امکان برگشتن به ایران را نداشت و تا آخر عمر در آنجا بسر برد.
وی در مهرماه ۱۳۹۵ با امضای بیانیه ای در حمایت از جنبش دادخواهی اعدام زندانیان سیاسی (تابستان ۱۳۶۷) اعلام کرد: «به جنبش دادخواهی شهیدان قتل‌عام ۱۳۶۷ می‌پیوندم».

## درگذشت
صادق وزیری در روز ۲۲ ماه فروردین سال ۱۳۹۷ در سن ۹۷ سالگی در سوئیس درگذشت.